# Karel Bubla (fotbalista)
Karel Bubla (* 3. září 1955) je bývalý československý fotbalista, obránce.

## Fotbalová kariéra
V československé lize hrál za RH Cheb. Nastoupil v 11 utkáních. Ve druhé lize hrál za TJ Sklo Union Teplice a Spartak Ústí nad Labem.

## Ligová bilance
| Ročník                                   | Zápasy | Góly | Minuty | Klub                   |
| ---------------------------------------- | ------ | ---- | ------ | ---------------------- |
| 1. československá fotbalová liga 1979/80 | 10     | 0    | 489    | RH Cheb                |
| 1. československá fotbalová liga 1980/81 | 1      | 0    | 24     | RH Cheb                |
| Česká národní fotbalová liga 1981/82     | 21     | 1    | -      | Sklo Union Teplice     |
| Česká národní fotbalová liga 1982/83     | 13     | 0    | -      | Sklo Union Teplice     |
| Česká národní fotbalová liga 1984/85     | 20     | 3    | -      | Spartak Ústí nad Labem |
| 1. LIGA CELKEM                           | 11     | 0    | 513    |                        |